# Raffaele Cascone
(Edoardo Bennato, Venderò)
Raffaele Cascone (Napoli, 1945) è un conduttore radiofonico e giornalista italiano.

## Biografia
Inizia a suonare la chitarra in alcuni gruppi di musica beat napoletani, di cui i più noti sono Willy and the Internationals, in cui entra nel 1963 per uscirne l'anno successivo a causa di un breve trasferimento in Inghilterra, e i Battitori Selvaggi (con Michele Cupaiolo al basso, Marco Cecioni alla voce e Giancarlo Stinga alla batteria) da cui nascerà il Balletto di Bronzo; abbandonato il complesso, in cui viene sostituito da Lino Ajello, si trasferisce a Roma per lavorare come disc jockey in Rai.
Nel 1970 inizia la collaborazione con Ciao 2001, contattato da Saverio Rotondi, mentre l'anno successivo è tra i conduttori di Per voi giovani, trasmissione che conduce insieme a Paolo Giaccio, Claudio Rocchi, Carlo Massarini, Mario Luzzatto Fegiz e Michelangelo Romano; lascia il programma nel 1975.
Nel 1974 appare sulla copertina del 33 giri di Edoardo Bennato I buoni e i cattivi, in cui compaiono due carabinieri (lo stesso Bennato e Cascone) ammanettati tra loro; due anni dopo il cantautore napoletano citerà Cascone in alcuni versi di un suo celebre brano, Venderò, contenuta nell'album La torre di Babele.
Nel 1975 suggerisce a James Senese e Franco Del Prete il nome per il loro nuovo complesso, i Napoli Centrale, traendo spunto dalla Stazione di Napoli Centrale.
Nel 1977 contribuisce al lancio di Pino Daniele, convincendo Renzo Arbore ad effettuare un collegamento televisivo con il giovane cantautore durante il programma L'altra domenica.
Nel 1979 partecipa alla realizzazione del 33 giri Non ce n'è per nessuno di Claudio Rocchi.
Negli anni '80, insieme a Piero Cusato, è tra i conduttori di RaiStereoNotte.
Nel 2009 torna a esibirsi come musicista, suonando per qualche tempo nella nuova formazione dei Willy and the Internationals; nel 2014 collabora con Mario Fasciano.